# Bogles
Bogles ist eine Siedlung auf Carriacou im karibischen Inselstaat Grenada.

## Geographie
Die Siedlung liegt im Nordosten der Insel zwischen Belair und Windward. An der Ostküste bildet der Point Saint Hilaire (Tibeau Point, ⊙) die Trennung von Jew Bay (Tibeau Bay) und Bay à L’Eau (Watering Bay). Gegenüber der Siedlung liegen die Inselchen Petite Dominique und Little Tobago.